# 1826 у науці

## Астрономія
- Мері Сомервілль представила статтю «Магнетичні властивості фіолетових променів сонячного спектра» Лондонському королівському товариству.

## Хімія
- Антуан-Жером Балар виділив хімічний елемент Бром.
- П'єр-Жан Робіке виділив барвник алізарин.
- Майкл Фарадей визначив хімічну формулу нафталену.

## Математика
- Микола Лобачевський опублікував свою систему неевклідової геометрії.

## Біологія
- Карл Ернст фон Бер відкрив яйцеклітину ссавців.[1][2][3]
- У Лондоні зусиллями Томаса Стемфорда Раффлза засновано Зоологічне твариство Лондона.

## Медицина
- Йоганн Петер Мюллер сформулював закон специфіної нервової енергії.

## Технологія
- Жозеф Нісефор Ньєпс зробив першу в світі фотографію «Вид із вікна в Ле Гра».
- Збудовано підвісний міст через Менай за проектом Томаса Телфорда.

## Нагороди
- Медаль Коплі отримав астроном Джеймс Саут.